# ITIN (États-Unis)
L'Individual Taxpayer Identification Number (sigle : ITIN) ou numéro individuel de contribuable est un numéro utilisé par le système de collecte des impôts des États-Unis. 

## Codification
C'est un nombre composé de neuf chiffres qui commence par le chiffre 9 et a ses 4e et 5e chiffres formant un nombre compris entre 70 et 99 (en excluant 89 et 93), par exemple 9..-70-.... ou 9..-99-.....
L'Internal Revenue Service affecte un numéro ITIN aux individus qui doivent posséder un  numéro d'imposable mais qui n'ont pas ou n'ont pas droit à un numéro de sécurité sociale.
Le numéro d'ITIN est donné quel que soit le statut d'immigration car les étrangers résidents et les étrangers non résidents peuvent avoir des obligations de payer des taxes fédérales selon le code des impôts américain. 
Un individu peut demander un numéro pour lui-même ou pour son conjoint en remplissant un formulaire de l'IRS.
Depuis le 22 juin 2012, l'IRS exige de fournir les documents originaux ou des copies certifiées conformes lors de leur demande.
Le programme a été créé en 1996 pour permettre aux personnes sans numéro de sécurité sociale de payer des impôts. 
Toutefois, l'attribution de ce numéro de contribuable ne donne pas le droit de travailler aux États-Unis.
En 2006, 1,4 million de personnes utilisaient déjà l'ITIN pour déclarer leurs impôts.
La loi fédérale des impôts interdit à l'Internal Revenue Service (IRS) de partager ses données avec les autres agences gouvernementales y compris avec le département de la Sécurité intérieure des États-Unis,,.